# 銀貨30枚

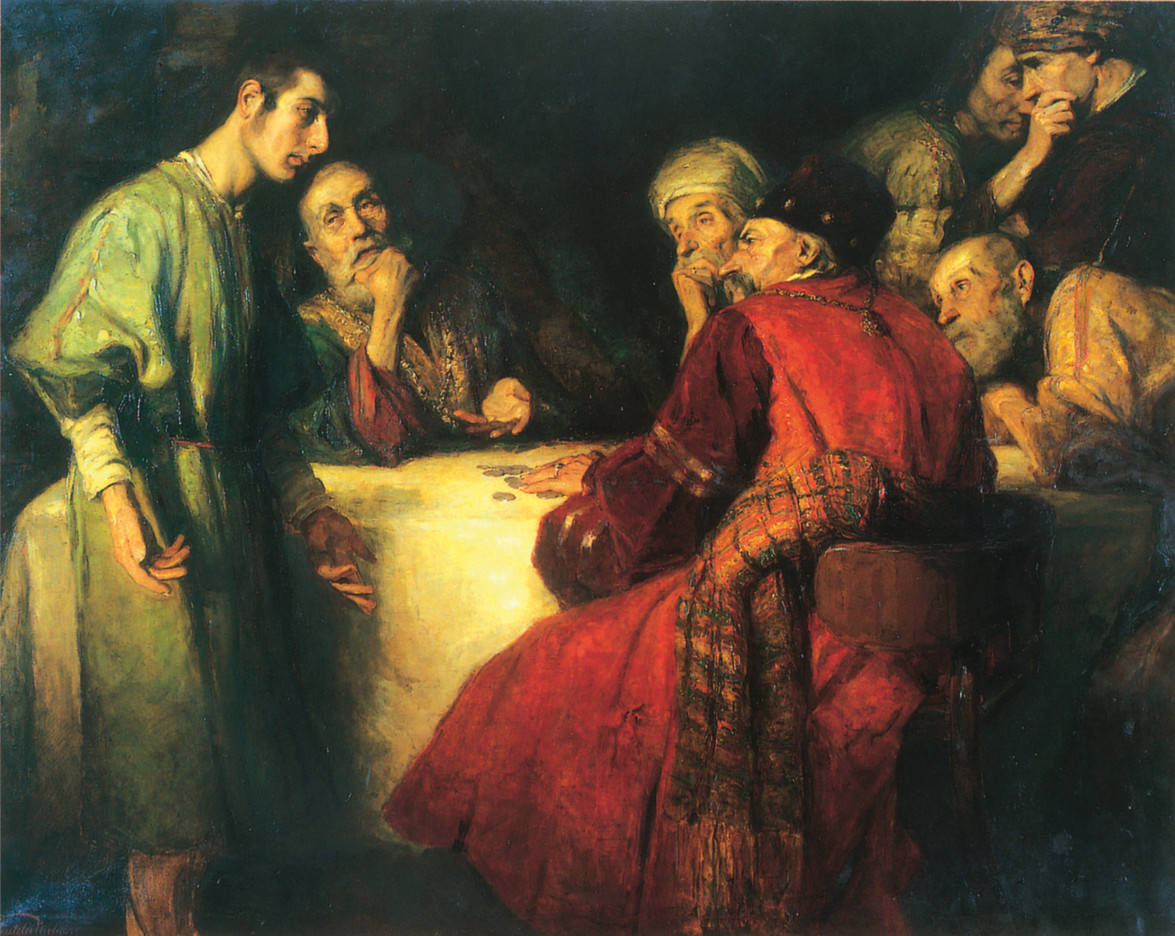
裏切りの対価として銀貨30枚を受け取ったユダ、János PenteleiMolnár、1909年。

銀貨30枚（ぎんか30まい、英語: Thirty pieces of silver）とは、新約聖書に登場する象徴的な器物の1つ。マタイによる福音書26:15によれば、イスカリオテのユダはイエス・キリストを裏切った代価として銀貨30枚を得たという。最後の晩餐の前に、ユダは祭司長のところに行って銀貨30枚と引き換えにイエスを引き渡すことに同意したが、後に後悔の念に苛まれてそれを返そうとしたとされる。
マタイによる福音書は、ユダが返した銀貨30枚でエルサレムの祭司達がポッターズ・フィールドを購入したことは、イエスがゼカリヤの予言を成就させたものだ、としている。
イエス・キリストの受難を描く絵画には銀貨30枚がよく取り上げられる。また、キリスト教圏の文学作品や演説などでは、私利私欲のために他人を「売り渡し」、信頼、友情または忠誠を損なう人物を指す語として銀貨30枚（Thirty pieces of silver）という言い回しが使われる。

## 聖書の物語
マタイによる福音書によれば、イスカリオテのユダはイエス・キリストの使徒であったが、最後の晩餐の前に祭司長のところに行き、銀貨30枚と引き換えにイエスを引き渡すことに同意した。そのためイエスはゲッセマネで捕縛された。その際、ユダは祭司長に「自分が接吻をする相手がイエスである」と告げており、イエスに接吻することで捕縛にきた兵士達に誰がイエスであるかを知らせたという。
マタイによる福音書27章によると、ユダはイエスが捕縛された後になって後悔に苛まれ、祭司長に銀貨30枚を返して首を吊った。祭司長らはその金は血の代価であって神殿の宝物庫に入れるわけにはいかないと考え、その金で陶工の畑を買うことにした。
ユダの死については、使徒言行録1:17–20にも触れられている。それによると、ペトロは「ユダは不義の報酬で手に入れた地所に真っ逆さまに落ち、腹が裂けてはらわたが飛び出して死んだ」と述べたという。使徒言行録と同じ筆者によるものとされるルカによる福音書の22:3-6にはユダと祭司長、宮守らが代価で合意したとされているが、マタイによる福音書 とは異なり金額には言及されておらず、ユダに前払いされたかどうかも触れられていない。

## コインの種類

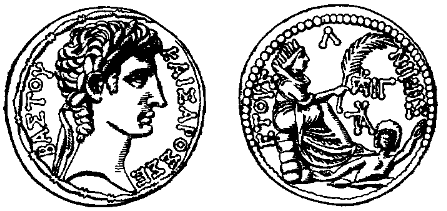
アンティオキアのスタテル銀貨は、実際に支払われたであろう銀貨の候補の一つである。

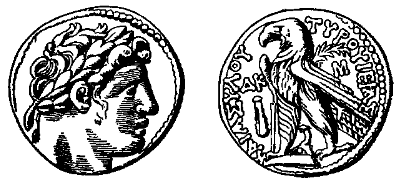
別の候補であるティルスのシェケル銀貨。

マタイによる福音書第26章15節に現れる語（ἀργύρια、argyria）は単に「銀貨」というだけの意味であり、学者たちの間でイエスの代価として使われた銀貨は何であったかについて意見が分かれている。ドナルド・ワイズマンはその候補として、ひとつは一般にティルスのシェケル銀貨（Tyrian shekel）と呼ばれるティルスのテトラドラクマ（銀品位94％、14グラム）、もうひとつはアウグストゥスの肖像を刻んだアンティオキアのスタテル銀貨（銀品位75％、15グラム）を示唆している。この他、プトレマイオスのテトラドラクマ銀貨（銀品位25%、13.5±1 グラム）ではないかとする説もある。2016年12月12日の銀スポット取引の終値 1トロイオンスあたり17.06ドルを用いると、「銀貨30枚」の価値は185ドルから216ドル程度となる。
| タイプ                             | 銀品位 | 重量（g） | 銀含有量（g） | 30枚の銀含有量（トロイオンス） | 価値（17.06ドル/トロイオンス） |
| ティルスのシェケル銀貨             | 94％   | 14        | 13.16         | 12.69                          | 216.49ドル                     |
| アンティオキアのスタテル銀貨       | 75％   | 15        | 11.25         | 10.85                          | 185.10ドル                     |
| プトレマイオスのテトラドラクマ銀貨 | 25％   | 13.5      | 3.375         | 3.26                           | 55.62ドル                      |
| アテネのテトラドラクマ銀貨         | 95％   | 17.2      | 16.34         | 15.76                          | 268.87ドル                     |

ティルスのシェケル銀貨はアテネのドラクマ銀貨4つ分の重さで約14グラムあり、イスラエルのシェケル銀貨（11グラム）に比べて重いが、当時は神殿への賽銭としては等価であるとみなされていた。ローマの銀貨は品位が80%しかなかったため、エルサレムで寺院税を支払うには、より品位の高い（94％またはそれ以上の）ティルスのシェケル銀貨が必要であった。新約聖書の福音書（マタイ21:12ほか）にも、ティルスのシェケル銀貨を通常のローマ通貨と交換する両替商が登場する。
紀元前5世紀にアテナイで発行されたテトラドラクマ銀貨は、コリントのスタテル銀貨と並んでアレクサンドロス3世以前のギリシャ世界でおそらく最も広く通用していた硬貨だとされる。表面には兜をつけたアテーナーの胸像、裏面にはフクロウが描かれており、当時の日常生活において γλαῦκες（glaukes、フクロウの意）と呼びならわされていた。転じてギリシャ語の諺 Γλαῦκ’ Ἀθήναζε（Glauk Athenaze、アテネにフクロウ（を送る））は、英語の Coals to Newcastle（ニューカッスルに石炭を運ぶ）と同じく、ある品物をそれが豊富にあるところにわざわざ持って行くようなこと、すなわち無意味なことを表す。現在ギリシャで発行されている1ユーロ硬貨には、このテトラドラクマ銀貨の裏面が描かれている。ドラクマ貨は、ギリシャ中でさまざまな発行者がさまざまな重量基準で鋳造していたが、最も広く使われて標準となったのは4.3グラムを少し超える重さで作られたアテナイあるいはアッティカのドラクマであった。当時、1ドラクマはおおよそ熟練労働者の日給に相当した。したがって、銀貨30枚がテトラドラクマ貨30枚だったとすると、4ドラクマ×30枚で120日、約4か月分の賃金に匹敵する。
中世には、古代ギリシャ期のロドス島の硬貨を銀貨30枚の見本として展示する宗教施設もあった。この硬貨の表面には正面を向き、上方から光線を浴びる太陽神ヘーリオスの頭部が描かれていたが、この光線は「茨の冠」を表現したものだと解釈されていた。
聖書外典に現れるアリマタヤのヨセフの物語では、ユダは銀貨ではなく金貨を30枚受け取ったとされている。

## 神学的解釈
ゼカリヤ書11:12–13では、ゼカリヤは彼の労働の対価として銀貨30枚を受け取り、それを「陶工に」投げたとされる。クラース・スヒルデルは、これはゼカリヤの価値であり、それをかたにしてクビになったのだと述べている。このときゼカリヤは「気前のよい払い」と言っているが、出エジプト記21:32で奴隷の値段が銀貨30枚だったのを踏まえれば、皮肉であるとも取れる（ゼカリヤ11:13、訳注：英語版聖書では "handsome price" とされており、この handsome は「かなりの、気前のよい」の意。日本語版聖書では「尊い価」となっている）。しかし、バリー・ウェッブは文字通り「相当な金額」であるとしている。
スヒルデルは、聖書にたびたび現れる銀貨30枚は「預言の聖霊が（歴史の）前後を束縛したものだ」としている。マタイは、祭司長らがユダが返した金で畑を買うことを決めたことを指して、「預言者エレミヤによって言われた言葉が成就した」、つまり「イスラエルの子らが値をつけたものの代価、銀貨三十を取って、主がお命じになったように、陶器師の畑の代価として、その金を与えた」と語る（マタイ27:9-10）。多くの神学者はここで現れるエレミヤの名は誤って書かれたものだとみなしているが、エレミヤがエレミヤ書32で畑を購入したことは、エレミヤとマタイが共に念頭に置いている何物かを示唆している可能性がある。クレイグ・ブロムバーグは、マタイは「実際に予測的預言が成就した」と言っているのではなく、予型論的解釈に基づいて引用しているのだと主張している。ブロムバーグによれば、マタイは読者に対して「エレミヤやゼカリヤのように、イエスは預言的かつ司牧的な奉仕により人々を導こうとするが、かえって人々に苦しめられる」と語っているという。ウィリアム・ヘンドリクセンは、マタイが触れているのはエレミヤ書19である、と主張している。
ブロムバーグはまた、マタイは「イエスの死は身代金であり、奴隷を解放するために贖われた代価」であり、このため外国人墓地の購入に血の代価が使われた（マタイ27:7）のは、「イエスの死は、異邦人を含む世界のすべての人々の救いを可能にする」ことを示唆しているのだ、と述べている。
1877年の聖書注解本によれば「Argurion、argenteus、denarius。この言葉は2つの節に現れる。(A) 我らが主に対する裏切りの対価としての「銀貨30枚」（マタイ26:15、27:3、5、6、9）。これらは従来デナリウス銀貨とされてきたが、十分な根拠はない。これと並立するゼカリヤ書の記述（11:12-13）では「銀貨30枚」と訳されている。しかし、これは間違いなく「銀30シェケル」と読むべきであり、ところが「銀30シェケル」は、使用人が誤って殺された場合に支払われる血の代価であることが分かる（出エジプト21:32）。したがって、この節の「銀30シェケル」は、実際のシェケルではなく、ギリシャ植民地のシリアおよびフェンシアで標準となっていたアッティカのテトラドラクマである可能性がある。このテトラドラクマは我らが主の時代には一般的であり、スタテルは見本に過ぎなかった」。

## 芸術における描写

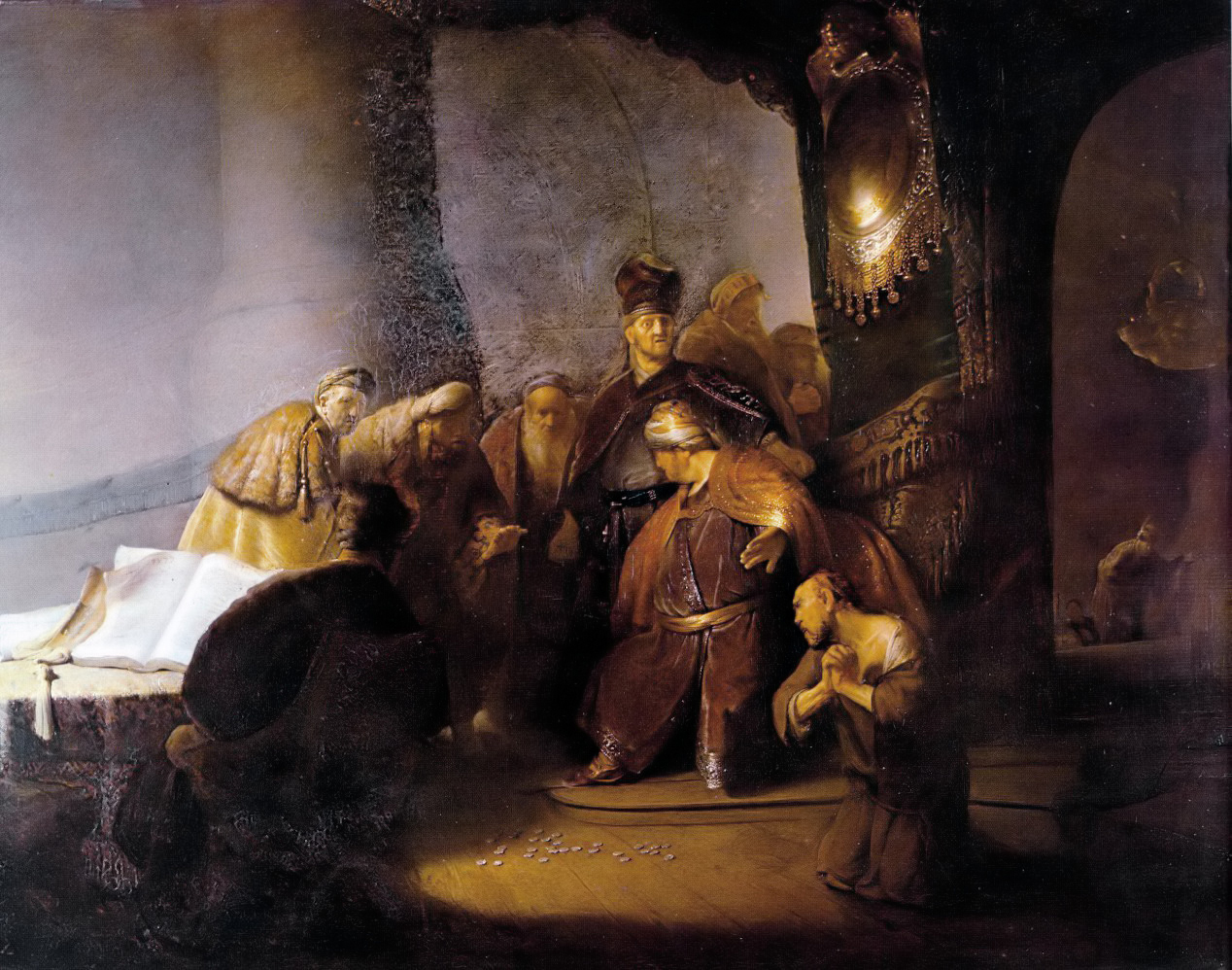
レンブラント作 「銀貨30枚を返すユダ」、1629年。

ユダは、受難を題材とした作品において、銀貨を鞄や手提げ袋に入れた姿でよく描かれる。こういった作品において、銀貨または銀貨を入れた袋類は、ユダを識別するための象徴の役割を果たす。「受難具（Arma Christi）」の1つとして含まれることが多いが、特に中世後期には、銀貨30枚を直接描かれることは少ない。金を入れる袋を描くか、硬貨を持つ手、あるいは数え出す姿が描かれる。

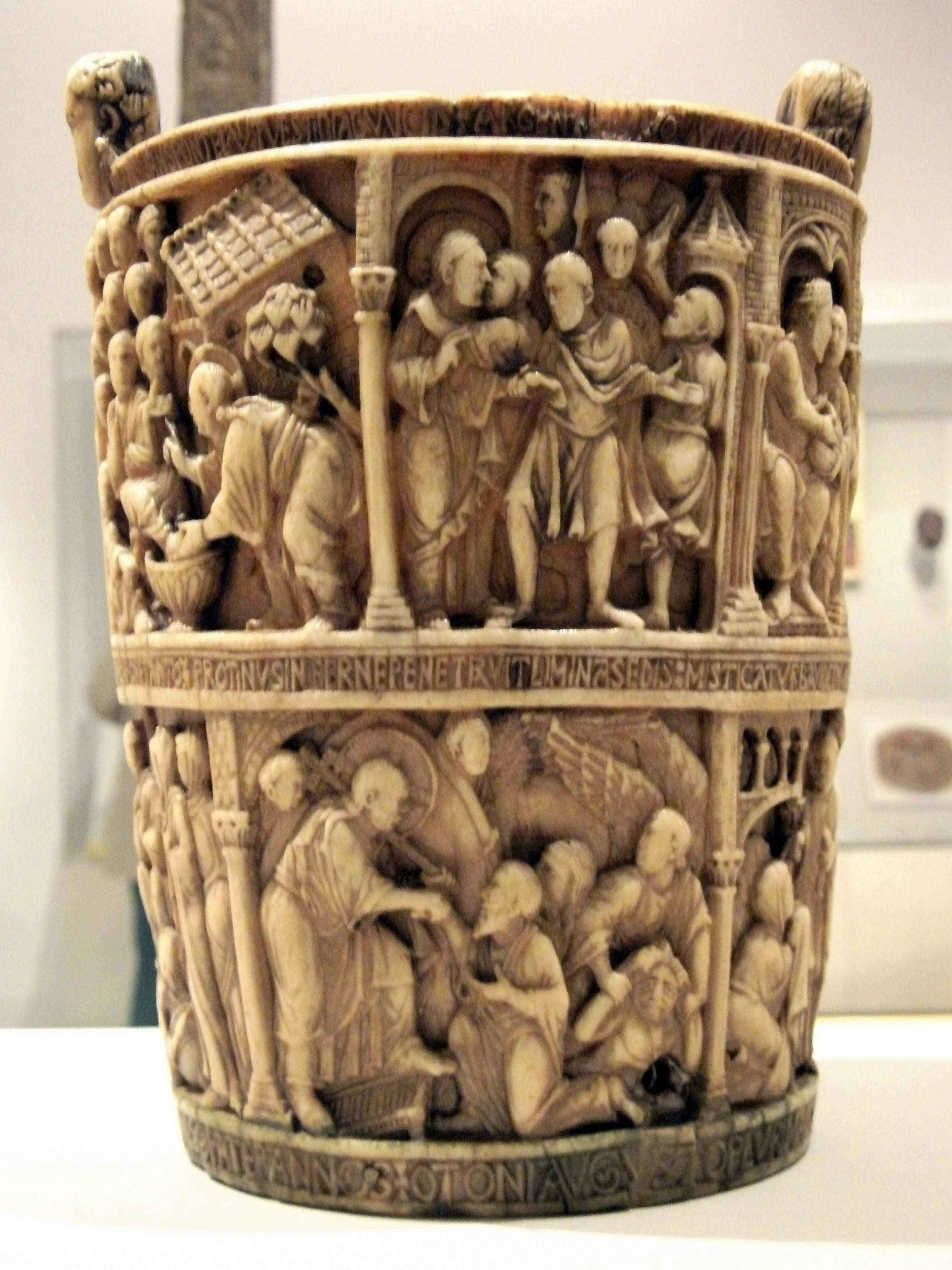
バジレフスキーのシチュラ（920年、ヴィクトリア&アルバート博物館、ロンドン）

中世には、実際に使われたとされる古い硬貨が「ユダのペニー」と呼ばれて聖遺物の扱いを受けており、難産除けに役立つと信じられていた。ローマのラテラノ宮殿には、硬貨を数えるのに使われたとされる石はあった。
アイルランド・リムリックのハント博物館が所蔵するシラクサのデカドラクマ貨は、あまたある「イエス・キリストを売った対価としてユダが受け取った30枚の銀貨のうちの1枚」という触れ込みのコインの1つで、台座にはラテン語で "Quia precium sanguinis est"（「血の代価なり」）と彫られている。

## 文学において

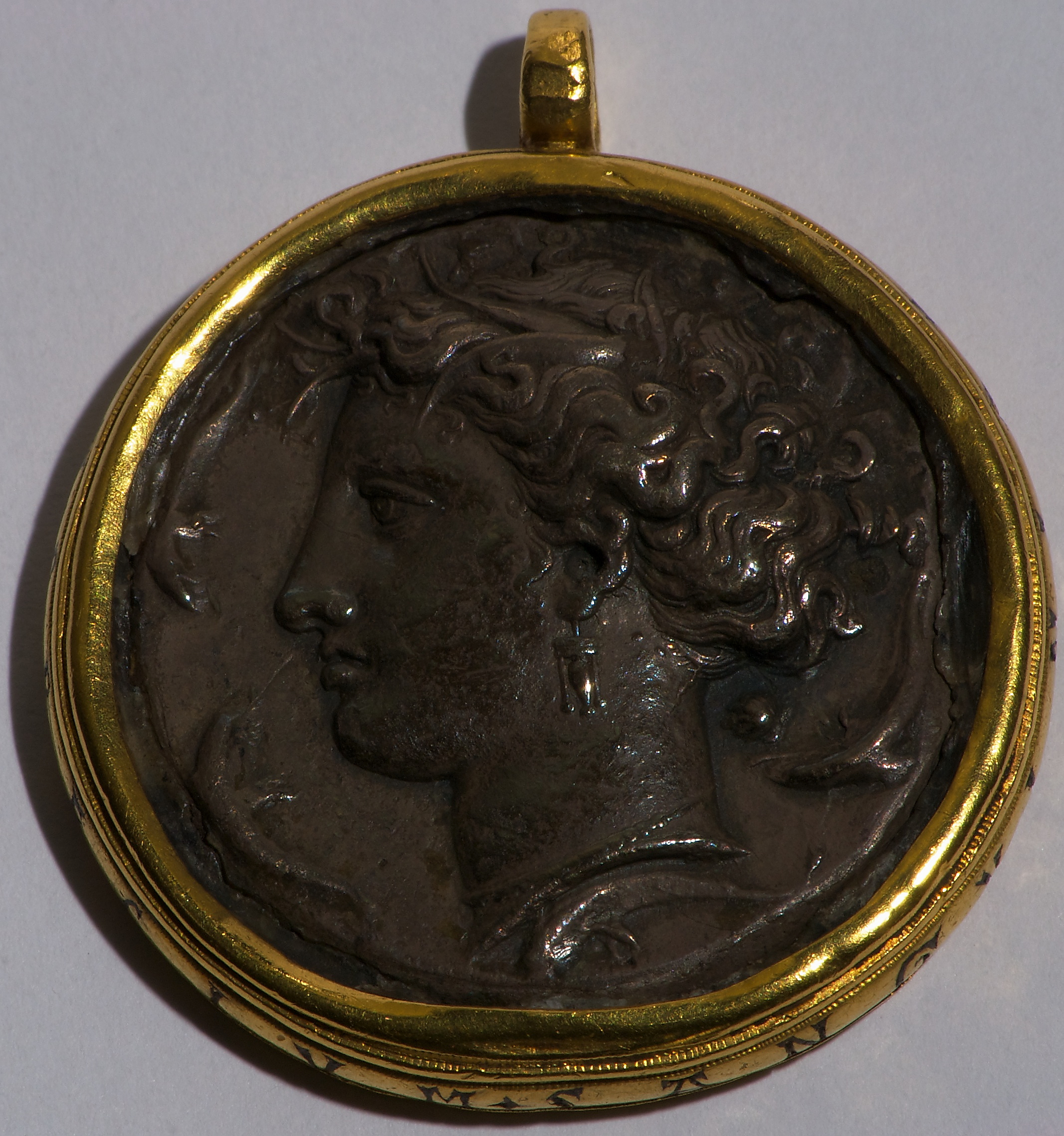
いわゆる「銀貨30枚」のうちの1枚とされるコイン（ハント博物館）

銀貨30枚（"Thirty pieces of silver"）という言い回しは、ある人が売られた対価を表すのに使われる。ドストエフスキーの『罪と罰』では娼婦ソーニャが30ルーブルで自身を鬻いでいる。イギリス民謡の『ジョン王と大司教（King John and the Bishop）』では大司教が王にかけられた「自分の王としての価値はいかほどか」というなぞなぞに対して銀貨29枚と答える（歌詞では "nine and twenty pence"、すなわち29ペンスと歌われる）が、これは「王の中の王であるイエス・キリストが銀貨30枚で売られたというのに、ただの王でしかないジョン王にそれ以上の値がつくわけがない」という含意である。また、シェイクスピアの歴史劇『ヘンリー四世 第2部』では、ファルスタッフの妻が「キスしないでよ、あたしを30シリングで売ってきたとでも言うの？」というシーンがある。F・テニーソン・ジェシーは "Treasure Trove" の中で現代において銀貨30枚を再発見し、それがいかにして人を謀殺や故殺、殺人、安楽死、自殺などといった形で他人を殺すよう駆り立てるのかについて述べている。

## 現代の使用法
キリスト教圏において、銀貨30枚（Thirty pieces of silver）という句は、政治家や芸術家が自身の原則や理想を経済的利益と引き換えに売り払ったと非難するのに使用される。たとえば、1975年のオーストラリア憲政危機の際には、総督ジョン・カーの生地の通りの多くの住民が、カーが危機の責任の多くを負うべきだとしてカーに銀貨30枚を送りつけている。また、2009年の第15回気候変動枠組条約締約国会議において、ツバルのスポークスマンは最終文書の文言を批判して"It looks like we are being offered 30 pieces of silver to betray our people and our future ... Our future is not for sale."（銀貨30枚で国民と我々自身の未来を裏切れと言っているようにみえる。…我々は未来を売りに出してなどいない）と述べている。このほか、ドレフュス事件でドイツに軍事機密を漏洩したとされたアルフレド・ドレフュスはユダヤ系であったため、反ユダヤ主義者が盛んにこの句を取り上げた。
2021年、宣教師フランクリン・グラハムは、ドナルド・トランプの2度目の弾劾裁判で賛成票を投じた共和党下院議員10名を非難し、下院議長ナンシー・ペロシが彼らに「銀貨30枚」を約束したのだ、と主張した。
2022年にオンラインで公開されたウクライナ国境警備隊のビデオでは、ロシアがベラルーシを経由してウクライナに侵攻したことに対し、ウクライナ国境警備隊が退去するベラルーシ大使に銀貨30枚を払ったと伝えられた。